# Accous
Accous (prononcé [akus]) est une commune française du Béarn, située dans le département des Pyrénées-Atlantiques en région Nouvelle-Aquitaine.
La commune est classée en zone de montagne au titre de la loi du 9 janvier 1985 dite « loi montagne » modifiée par la loi no 2005-157 du 23 février 2005 relative au développement des territoires ruraux.

## Géographie

### Localisation
La commune d'Accous se trouve dans le département des Pyrénées-Atlantiques, en région Nouvelle-Aquitaine et est frontalière avec l'Espagne (Communauté forale de Navarre).
Elle se situe à 60 km par la route de Pau, préfecture du département, et à 27 km d'Oloron-Sainte-Marie, sous-préfecture.
Les communes les plus proches sont : 
Lées-Athas (1,8 km), Osse-en-Aspe (2,8 km), Bedous (2,9 km), Cette-Eygun (4,3 km), Lescun (5,3 km), Aydius (5,6 km), Etsaut (7,3 km), Borce (7,5 km).
Sur le plan historique et culturel, Accous fait partie de la province du Béarn, qui fut également un État et qui présente une unité historique et culturelle à laquelle s’oppose une diversité frappante de paysages au relief tourmenté.
La commune est frontalière avec l'Espagne (Aragon) au sud.

### Communes limitrophes
Les communes limitrophes sont  Ansó, Aydius, Bedous, Borce, Cette-Eygun, Laruns, Lescun et Lées-Athas.
| Lées-Athas | Bedous | Aydius      |
| Lescun     | Accous | Laruns      |
| Ansó (es)  | Borce  | Cette-Eygun |

### Paysages et relief
Quelques sommets à proximité :
- pic de Bergon : 2 148 mètres ;
- pic de la Marère : 2 221 mètres ;
- pic de Labigouer : 2 175 mètres ;
- pic Permayou : 2 344 mètres ;
- pic d'Isabe : 2 463 mètres ;
- pic d'Anie : 2 504 mètres.

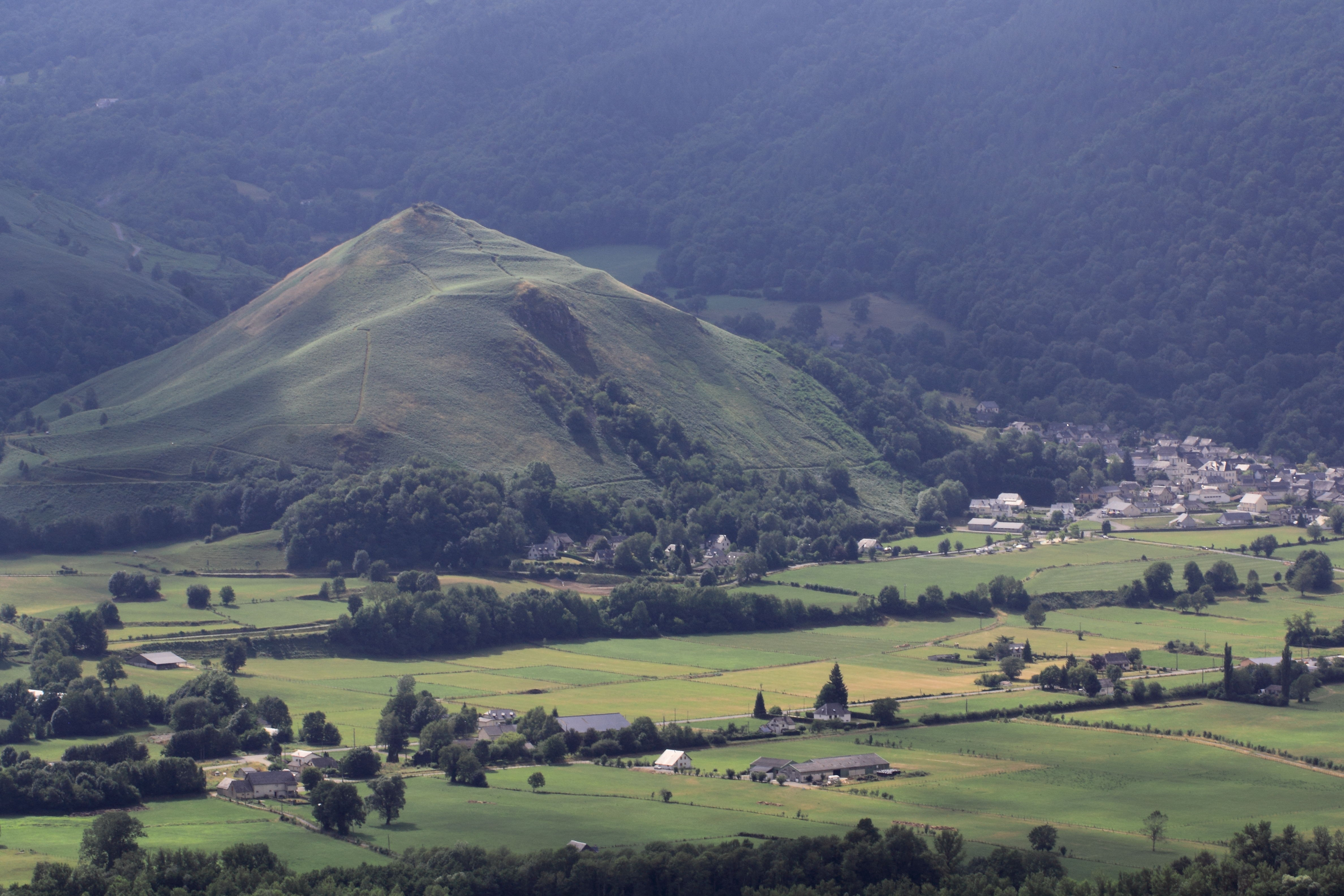
Le Poey d'Accous (652 m) domine le village].
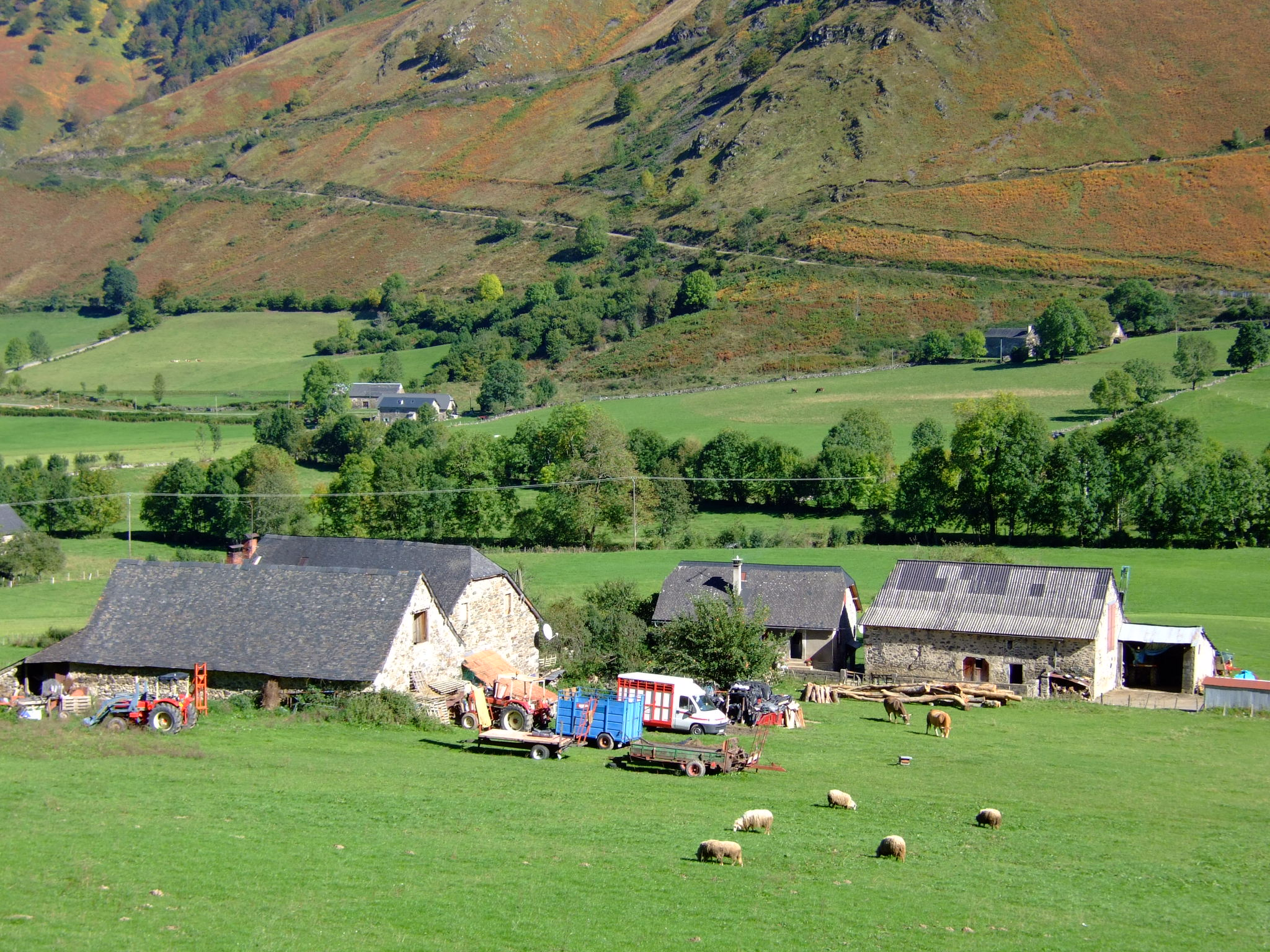
Le plateau de Lhers.

### Hydrographie
La commune est traversée par des affluents du gave d'Oloron, l'arrèc de Besse et le gave d'Aspe, ainsi que par des tributaires de ce dernier, le gave de Lescun (lui-même rejoint dans la commune par le ruisseau Labadie) et la Berthe (alimentée sur Accous par le torrent d'Araille).
Le ruisseau de Cotcharas et son tributaire, le ruisseau de Congaets, coulent également sur le territoire d'Accous, tout comme des affluents du gave d'Aydius, le gave de Bouren et le ruisseau de Sahun.

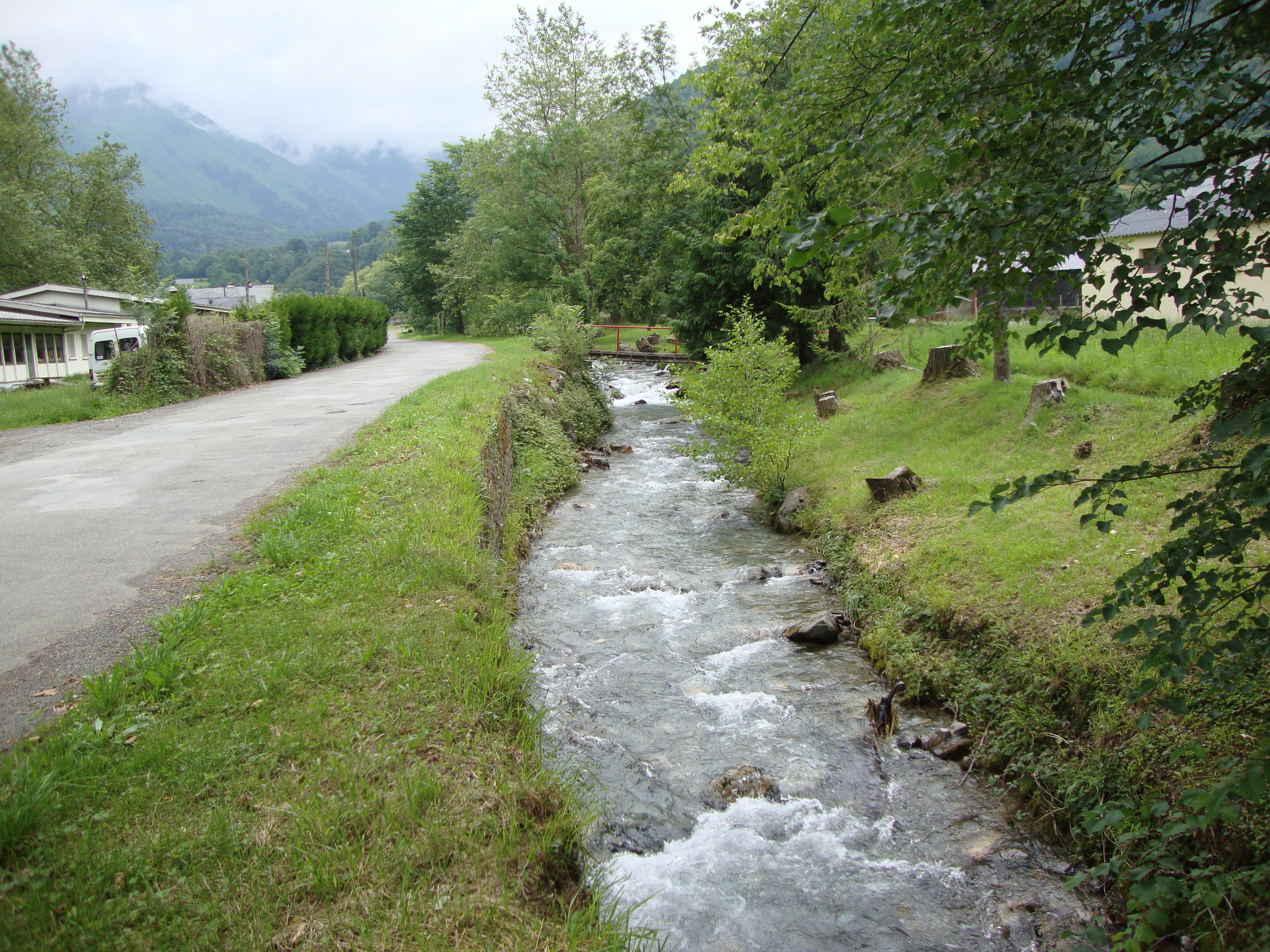
La Berthe à Accous.
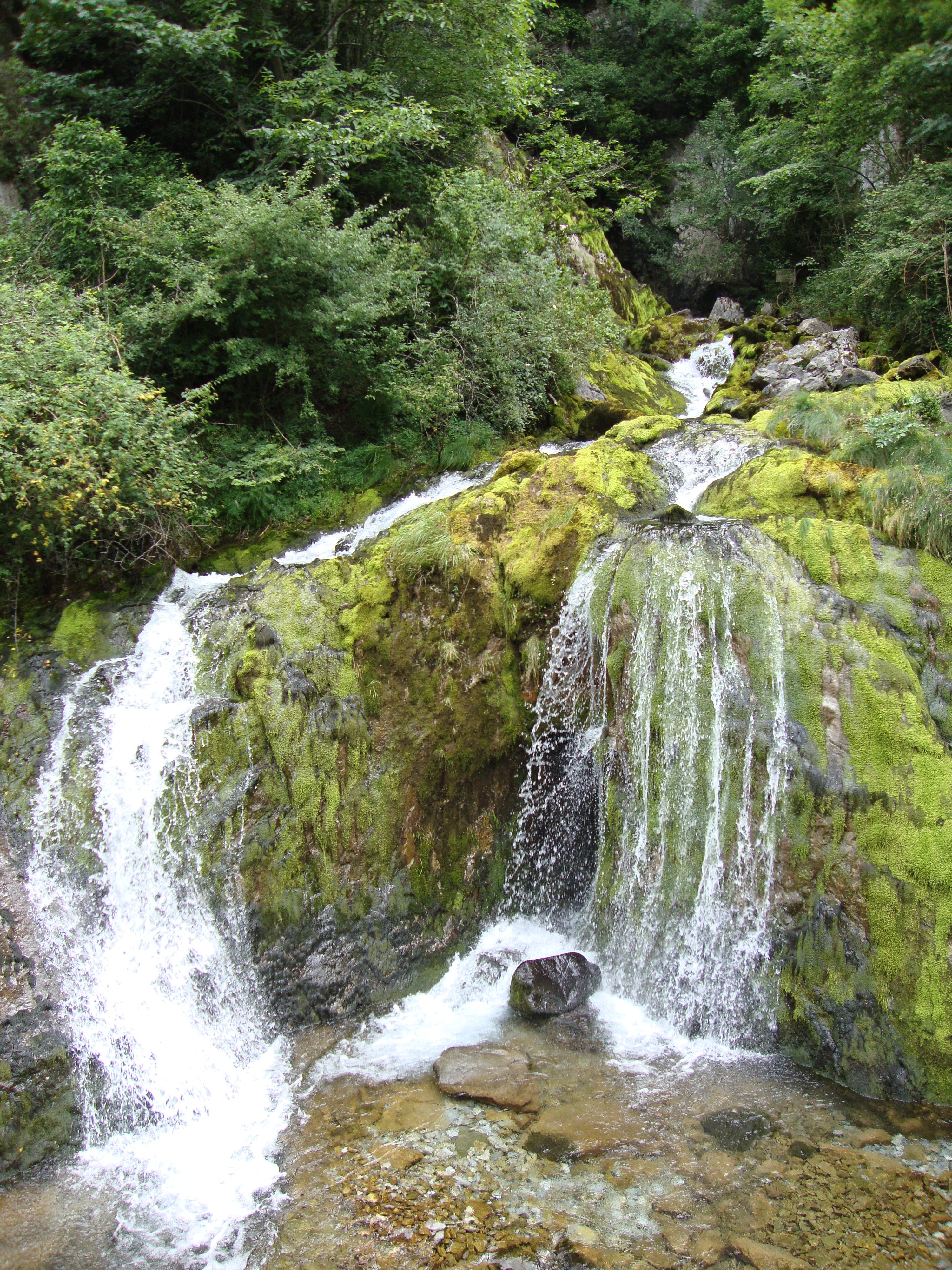
Pont d'Esquir, cascade descendant du bois d'Arapoup.

### Climat
Pour des articles plus généraux, voir Climat de la Nouvelle-Aquitaine et Climat des Pyrénées-Atlantiques.
Historiquement, la commune est exposée à un climat de montagne.  
En 2020, Météo-France publie une typologie des climats de la France métropolitaine dans laquelle la commune est toujours exposée à un climat de montagne et est dans la région climatique Pyrénées atlantiques, caractérisée par une pluviométrie élevée (>1 200 mm/an) en toutes saisons, des hiver très doux (7,5 °C en plaine) et des vents faibles.
Pour la période 1971-2000, la température annuelle moyenne est de 12,3 °C, avec une amplitude thermique annuelle de 13,2 °C. Le cumul annuel moyen de précipitations est de 1 550 mm, avec 11,4 jours de précipitations en janvier et 9,7 jours en juillet. Pour la période 1991-2020, la température moyenne annuelle observée sur la station météorologique la plus proche, située à Oloron-Sainte-Marie à 24 km à vol d'oiseau, est de 13,1 °C et le cumul annuel moyen de précipitations est de 1 491,4 mm,. Pour l'avenir, les paramètres climatiques de la commune estimés pour 2050 selon différents scénarios d’émission de gaz à effet de serre sont consultables sur un site dédié publié par Météo-France en novembre 2022.

### Biodiversité et milieux naturels
Deux zones importantes pour la conservation des oiseaux (ZICO) couvrent 48 % de la surface de la commune d'Accours. Il s'agit, d'une part, de la Rive gauche de la vallée d'Aspe et du pic d'Anie et, d'autre part, des Hautes vallées d'Aspe et d'Ossau.
L'intégralité de la commune a été inscrite au titre des sites par arrêté du 23 octobre 1979, en tant que monument naturel sous surveillance. Pour partie, depuis le 21 avril 1999, Accous est concerné par le classement au titre des sites du Défilé d'Esque, caractéristique des verrous rocheux. « Ce défilé a été classé, comme celui du fort de Portalet, pour bien affirmer la volonté de l’État de ne pas sacrifier les caractéristiques de ces sites emblématiques des Vallées Béarnaises aux velléités de grands aménagements routiers classiques ».
Sept cours d'eau traversant la commune bénéficient d'un classement en vue de la protection ou de la restauration de leur continuité écologique. Il s'agit :
- de l'arrec de Besse à l'amont de la prise d'eau ;
- du gave d'Aspe à l'aval du Pont d'Urdos ;
- du gave d'Aydius et ses affluents à l'amont de la confluence du gave de  Bouren (inclus) ;
- du gave de  Belonce et ses affluents ;
- du gave de Lescun et ses affluents à  l'amont de la confluence du ruisseau Labadie (inclus), à l'exclusion du Lauga et de ses affluents ;
- du ruisseau de Cotcharas et ses affluents à l'amont de la prise d'eau du Bitet ;
- du ruisseau de Lacure.

Deux cours d'eau bénéficient en outre d'un classement pour rétablir ou assurer la libre circulation des poissons migrateurs et le transit des sédiments :
- le gave d'Ansabère et de Lescun ;
- le gave d'Aspe : à l'aval du pont d'Urdos[1].

#### Espaces protégés
La protection réglementaire est le mode d’intervention le plus fort pour préserver des espaces naturels remarquables et leur biodiversité associée,.
Dans ce cadre, la commune fait partie de la zone cœur et de l'aire d'adhésion du Parc National des Pyrénées. Créé en 1967 et d'une superficie de 45 806 ha, ce parc abrite une faune riche et spécifique particulièrement intéressante : importantes populations d’isards, colonies de marmottes réimplantées avec succès, grands rapaces tels le Gypaète barbu, le Vautour fauve, le Percnoptère d’Égypte ou l’Aigle royal, le Grand tétras et le discret Desman des Pyrénées qui constitue l’exemple type de ce précieux patrimoine confié au Parc national et aussi l'Ours des Pyrénées,.

#### Réseau Natura 2000
Le réseau Natura 2000 est un réseau écologique européen de sites naturels d'intérêt écologique élaboré à partir des Directives « Habitats » et « Oiseaux », constitué de zones spéciales de conservation (ZSC) et de zones de protection spéciale (ZPS).
Trois sites Natura 2000 ont été définis dans la commune au titre de la « directive Habitats », : 
- le « massif de Sesques et de l'Ossau », d'une superficie de 25 794 ha, présentant des habitas avec de nombreuses espèces rares, souvent endémiques des Pyrénées. Il constitue également une aire de présence régulière de l'ours des Pyrénées[26] ;
- le « massif de l'Anie et d'Espelunguère », d'une superficie de 14 253 ha, un massif montagneux siliceux avec des secteurs calcaires, avec de nombreux habitats herbacés à boisés, siliceux à calcaires, secs à humides[27] ;
- « le gave d'Aspe et le Lourdios (cours d'eau) », d'une superficie de 1 595 ha, un vaste réseau de torrents d'altitude et de cours d'eau de coteaux à très bonne qualité des eaux[28].

un  au titre de la « directive Oiseaux », : 
- les « hautes vallées d'Aspe et d'Ossau », d'une superficie de 49 106 ha, une vaste étendue de système montagnard et alpin étalée sur plusieurs vallées incluant la Zone centrale du Parc national des Pyrénées, dont l'intérêt est la présence d'habitats et d'espèces de haute altitude, souvent spécifiques aux Pyrénées[29].

#### Zones naturelles d'intérêt écologique, faunistique et floristique
L’inventaire des zones naturelles d'intérêt écologique, faunistique et floristique (ZNIEFF) a pour objectif de réaliser une couverture des zones les plus intéressantes sur le plan écologique, essentiellement dans la perspective d’améliorer la connaissance du patrimoine naturel national et de fournir aux différents décideurs un outil d’aide à la prise en compte de l’environnement dans l’aménagement du territoire.
Sept ZNIEFF de type 1 sont recensées dans la commune, : 
- le « cirque de Lescun » (5 691,44 ha), couvrant 4 communes du département[31] ;
- la « hêtraie-sapinière de la vallée d'Ossau » (4 606,02 ha), couvrant 2 communes du département[32] ;
- le « massif du pic de Sesques » (3 824,08 ha), couvrant 2 communes du département[33] ;
- la « montagne de Liard » (7 047,09 ha), couvrant 5 communes du département[34] ;
- le « réseau hydrographique du gave d'Aspe et ses rives » (1 207,81 ha), couvrant 23 communes du département[35] ;
- le « réseau hydrographique du gave d'ossau à l'amont d'Arudy et ses rives » (586,79 ha), couvrant 12 communes du département[36] ;
- la « Rive gauche de la Haute vallée d'Aspe » (9 444,85 ha), couvrant 5 communes du département[37] ;

et trois ZNIEFF de type 2,, : 
- le « réseau hydrographique du gave d'Oloron et de ses affluents » (6 885,32 ha), couvrant 114 communes dont 2 dans les Landes et 112 dans les Pyrénées-Atlantiques[38] ;
- la « vallée d'Aspe » (54 924,87 ha), couvrant 22 communes du département[39] ;
- la « vallée d'Ossau » (43 624,41 ha), couvrant 13 communes du département[40].

### Écologie et recyclage
En ce qui concerne l'occupation des sols, Accous comprend 0,5 % de terrains artificialisés, 10,3 % de terres agricoles et 89,2 % de forêts et milieux semi-naturels.
La commune appartient au territoire de l'agence de l'eau Adour-Garonne et se situe dans le bassin versant du gave de Pau. Elle intègre les sous-bassins du gave d'Aspe de sa source au confluent de la Berthe, du gave d'Aspe du confluent de la Berthe au confluent du gave de Lourdios et du gave d'Ossau de sa source au confluent du Lasnères.
Au niveau des eaux souterraines, Accous se situe sur les aquifères des Pyrénées occidentales/Massifs pyrénéens pour 54 %, des Pyrénées occidentales/Massif du Flysch pour 37 % et de La Pierre Saint-Martin pour 9 %.
Accous n'est pas concerné par un schéma d'aménagement et de gestion des eaux (SAGE).
En ce qui concerne les risques, la commune est concernée par le risque industriel (Toyal Europe) et par le risque technologique de transport de matières dangereuses. Accous comprend par ailleurs trois établissements classés soumis à autorisation. La commune est enfin concernée par les risques naturels d'inondation (crues torrentielles), feux de forêts, avalanches, effondrement de carrières souterraines (sept cavités de recensées), de glissements de terrain, de tempête et de sismicité (sévérité 4 — moyenne).
La commune ne comprend ni déchetterie ni installation de traitement des ordures ménagères.

## Urbanisme

### Typologie
Au 1er janvier 2024, Accous est catégorisée commune rurale à habitat dispersé, selon la nouvelle grille communale de densité à sept niveaux définie par l'Insee en 2022.
Elle est située hors unité urbaine et hors attraction des villes,.

### Occupation des sols

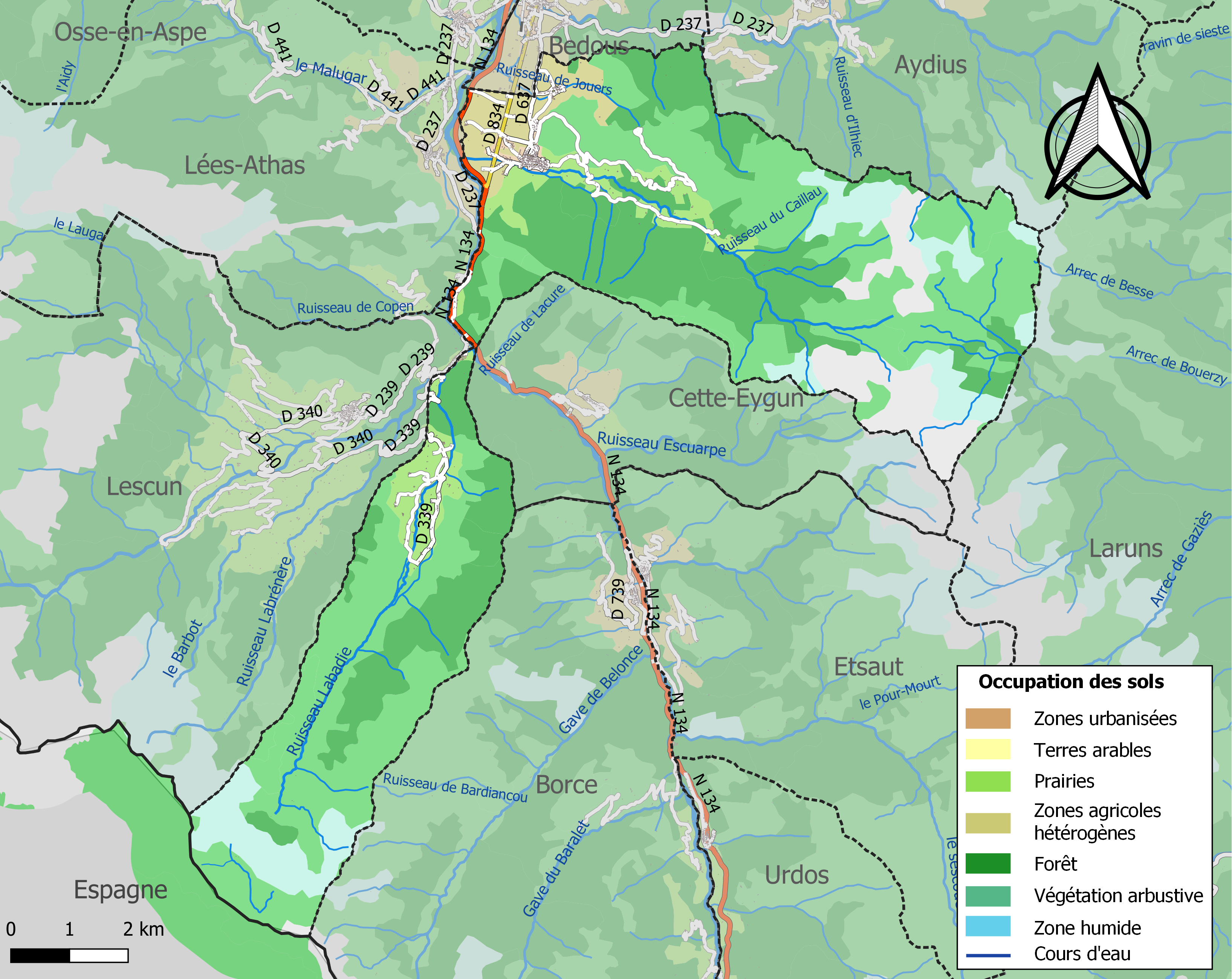
Carte des infrastructures et de l'occupation des sols de la commune en 2018 (CLC).

L'occupation des sols de la commune, telle qu'elle ressort de la base de données européenne d’occupation biophysique des sols Corine Land Cover (CLC), est marquée par l'importance des forêts et milieux semi-naturels (88,7 % en 2018), une proportion sensiblement équivalente à celle de 1990 (89,3 %). La répartition détaillée en 2018 est la suivante : 
milieux à végétation arbustive et/ou herbacée (42,3 %), forêts (30,6 %), espaces ouverts, sans ou avec peu de végétation (15,8 %), prairies (6,7 %), zones agricoles hétérogènes (4 %), zones urbanisées (0,7 %).
L'IGN met par ailleurs à disposition un outil en ligne permettant de comparer l’évolution dans le temps de l’occupation des sols de la commune (ou de territoires à des échelles différentes). Plusieurs époques sont accessibles sous forme de cartes ou photos aériennes : la carte de Cassini (XVIIIe siècle), la carte d'état-major (1820-1866) et la période actuelle (1950 à aujourd'hui).

### Lieux-dits et hameaux
- Borde Apiou[7]
- Appatie[11]
- Arapoup (le bois d')[11]
- Aulet[11],[45] nord
- Aumet[7]
- Balet[7]
- Castet de Bergout[7]
- Borde Boudrux[7]
- Bouhaben[7]
- Cabane de Cambou[7]
- Campagnet[7]
- Camy[7]
- Camy Lapassatet[7]
- Candarrameigt[7]
- Casala[7]
- Borde de Casteigbou[7]
- Borde Castillou[7]
- Chapelet[7]
- Borde de Couyepetrou[7]
- Cabanes de la Cuarde[7]
- Colonne Despourins[7],[11]
- Embielle[7]
- l’Estanguet[7]
- Fontaine de l’Espugna[7]
- Gouaillard[7]
- Guiraute[7]
- Jouers[11],[46],[7]
- Borde Laborde[7]
- Labourdette[7]
- Lagahe[7]
- Lalheve[7]
- Cabane du Lapassa[7]
- Borde Laplacette[7]
- Borde Larraux[7]
- Borde Larré[7]
- Lauda[7]
- Lhers[47],[7]
- Lourtica[11]
- Borde Lousteau[7]
- Borde Maria[7]
- Mariet[7]
- Moulia Jean-Baptiste[7]
- Borde Mirassou[7]
- Nouque[7]
- la Palue[7]
- Pelet[7]
- Cabane de Pourcibo[7]
- Borde de Soudious[7]
- Borde Soule[7]
- Borde Souperbie[7]
- Cabanes de Souperret[7]
- Borde Suza[7]

### Voies de communication et transports
La commune est desservie par la D 637 et la route communale no 3.

### Risques majeurs
Le territoire de la commune d'Accous est vulnérable à différents aléas naturels : météorologiques (tempête, orage, neige, grand froid, canicule ou sécheresse), inondations, feux de forêts, mouvements de terrains, avalanche  et séisme (sismicité moyenne). Il est également exposé à un risque technologique,  le transport de matières dangereuses, et à un risque particulier : le risque de radon. Un site publié par le BRGM permet d'évaluer simplement et rapidement les risques d'un bien localisé soit par son adresse soit par le numéro de sa parcelle.

#### Risques naturels
Certaines parties du territoire communal sont susceptibles d’être affectées par le risque d’inondation par une crue torrentielle ou à montée rapide de cours d'eau, notamment le gave d'Aspe et le gave de Lescun. La commune a été reconnue en état de catastrophe naturelle au titre des dommages causés par les inondations et coulées de boue survenues en 1982 et 2009,.
Accous est exposée au risque de feu de forêt. En 2020, le premier plan de protection des forêts contre les incendies (PDPFCI) a été adopté pour la période 2020-2030. La réglementation des usages du feu à l’air libre et les obligations légales de débroussaillement dans le département des Pyrénées-Atlantiques font l'objet d'une consultation de public ouverte du 16 septembre au 7 octobre 2022,.
Les mouvements de terrains susceptibles de se produire dans la commune sont des mouvements de sols liés à la présence d'argile et des affaissements et effondrements liés aux cavités souterraines (hors mines). Afin de mieux appréhender le risque d’affaissement de terrain, un inventaire national permet de localiser les éventuelles cavités souterraines dans la commune.

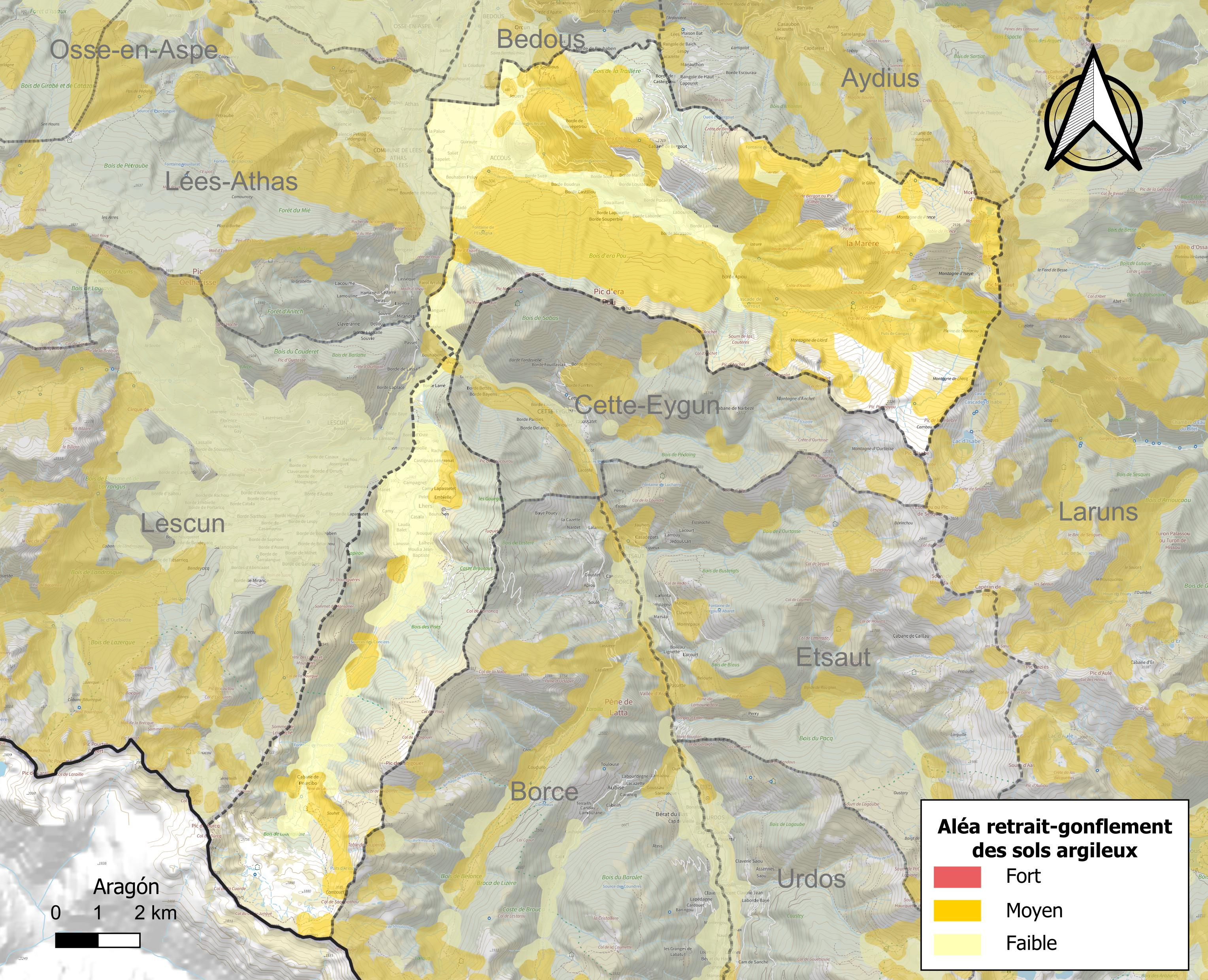
Carte des zones d'aléa retrait-gonflement des sols argileux d'Accous.

Le retrait-gonflement des sols argileux est susceptible d'engendrer des dommages importants aux bâtiments en cas d’alternance de périodes de sécheresse et de pluie. 39,1 % de la superficie communale est en aléa moyen ou fort (59 % au niveau départemental et 48,5 % au niveau national). Depuis le 1er octobre 2020, en application de la loi ELAN, différentes contraintes s'imposent aux vendeurs, maîtres d'ouvrages ou constructeurs de biens situés dans une zone classée en aléa moyen ou fort,.
La commune est exposée aux risques d'avalanche. Les habitants exposés à ce risque doivent se renseigner, en mairie, de l’existence d’un plan de prévention des risques avalanches (PPRA). Le cas échéant, identifier les mesures applicables à l'habitation, identifier, au sein de l'habitation, la pièce avec la façade la moins exposée à l’aléa pouvant faire office, au besoin, de zone de confinement et équiper cette pièce avec un kit de situation d’urgence,.

#### Risque particulier
Dans plusieurs parties du territoire national, le radon, accumulé dans certains logements ou autres locaux, peut constituer une source significative d’exposition de la population aux rayonnements ionisants. Selon la classification de 2018, la commune d'Accous est classée en zone 3, à savoir zone à potentiel radon significatif.

## Toponymie
Ancien Aspa Luca (itinéraire d'Antonin), le toponyme Accous /akus/ apparaît sous les formes 
Achoss et Achost (1154 pour les deux formes, Jean Vignau-Louis), 
Acos (1247, for d'Aspe), 
Aquos d'Aspe (1376, montre militaire de Béarn), 
Aquos (1385, censier de Béarn), 
Abadie de Cos (1538, réformation de Béarn), 
Sanctus Martinus de Acous (1608, insinuations du diocèse d'Oloron) et 
Acous (XVIIIe siècle, carte de Cassini et 1801, Bulletin des Lois).
Son nom béarnais est Acós ou Acous.
Brigitte Jubbé-Duval rappelle l’hypothèse selon laquelle Accous proviendrait d'Acca ou Acco, d’un nom de femme mentionné dans les inscriptions d’Espagne.
Le toponyme Appatie (cf. basque Aphatea) signale un fief d'abbés laïcs, présent à Jouers (Abadie en gascon standard). On note qu'en vallée d'Aspe les sourdes latines sont conservées. Ce fief était vassal de la vicomté de Béarn.
Le bois d'Arapoup est attesté en 1863 dans le dictionnaire topographique Béarn-Pays basque.
Aület est mentionné sous la forme Aulet en 1863 par le dictionnaire topographique Béarn-Pays basque. Lhers est également cité dans ce dictionnaire.
L’hydronyme La Berthe, affluent du gave d’Aspe, est cité dans le dictionnaire de 1863.
La colonne Despourins est indiquée en 1863 par le dictionnaire topographique Béarn-Pays basque.
Paul Raymond mentionne en 1863, une ferme du nom d’Izaure, déjà citée en 1376 sous la forme Usaure (montre militaire de Béarn), et en 1385 sous les graphies Ixaure, Isaurs et Isaure (censier de Béarn).
Le toponyme Jouers /juèrs/ est un ancien Joertz (1345, Hommages de Béarn), probablement une métathèse d'un basque Oïhartz dérivé d'oihan 'forêt'. On le trouve sous les graphies 
Joers (1345, ) puis Jouers (dès 1712), ou encore Joers (1863, dictionnaire topographique Béarn-Pays basque).
Lourtica est le nom d’un col entre les communes d’Accous et d’Aydius.
Une chapelle, mentionnée par le dictionnaire de 1863, s’élevait au lieu-dit Saint-Christau.
Tillabé était un hameau d’Accous, signalé par le dictionnaire de 1863, et également mentionné au XVIIIe siècle sous la forme le Tillaber (registre des délibérations d’Accous). Paul Raymond indique que Tillabé « était le lieu d’assemblée des jurats de la vallée d'Aspe ».

## Histoire
Paul Raymond note que la commune comptait une abbaye laïque, vassale de la vicomté de Béarn.
En 1385, on y comptait 74 feux. Accous était le chef-lieu de la vallée d'Aspe.

## Politique et administration

### Liste des maires
| Période | Période  | Identité     | Étiquette | Qualité |
| ------- | -------- | ------------ | --------- | ------- |
| 2020    | En cours | Dany Barraud |           |         |

### Intercommunalité
La commune fait partie de six structures intercommunales :
- la communauté de communes de la Vallée d'Aspe puis la communauté de communes du Haut Béarn ;
- le syndicat d'énergie des Pyrénées-Atlantiques ;
- le syndicat de télévision d'Oloron - Vallée d'Aspe ;
- le syndicat intercommunal d'aide matérielle à la scolarisation en Vallée d'Aspe ;
- le syndicat mixte des gaves d’Oloron-Aspe-Ossau et de leurs affluents ;
- le syndicat mixte du Haut-Béarn.

La commune accueille le siège de la communauté de communes de la Vallée d'Aspe ainsi que celui du syndicat intercommunal d'aide matérielle à la scolarisation en Vallée d'Aspe.

### Tendances politiques et résultats
Le résultat de l'élection présidentielle de 2012 dans cette commune est le suivant :
| Candidat       | Candidat                    | Premier tour | Premier tour | Second tour | Second tour |
| Candidat       | Candidat                    | Voix         | %            | Voix        | %           |
| -------------- | --------------------------- | ------------ | ------------ | ----------- | ----------- |
|                | Eva Joly (EÉLV)             | 7            | 2,01         |             |             |
|                | Marine Le Pen (FN)          | 19           | 5,46         |             |             |
|                | Nicolas Sarkozy (UMP)       | 52           | 14,94        | 105         | 29,58       |
|                | Jean-Luc Mélenchon (FG)     | 89           | 25,57        |             |             |
|                | Philippe Poutou (NPA)       | 9            | 2,59         |             |             |
|                | Nathalie Arthaud (LO)       | 3            | 0,86         |             |             |
|                | Jacques Cheminade (SP)      | 0            | 0,00         |             |             |
|                | François Bayrou (MoDem)     | 55           | 15,80        |             |             |
|                | Nicolas Dupont-Aignan (DLR) | 2            | 0,57         |             |             |
|                | François Hollande (PS)      | 112          | 32,18        | 250         | 70,42       |
|                |                             |              |              |             |             |
| Inscrits       | Inscrits                    | 416          | 100,00       | 416         | 100,00      |
| Abstentions    | Abstentions                 | 64           | 15,38        | 44          | 10,58       |
| Votants        | Votants                     | 352          | 84,62        | 372         | 89,42       |
| Blancs et nuls | Blancs et nuls              | 4            | 1,14         | 17          | 4,57        |
| Exprimés       | Exprimés                    | 348          | 98,86        | 355         | 95,43       |

Le résultat de l'élection présidentielle de 2017 dans cette commune est le suivant :
| Candidat    | Candidat                                           | Premier tour | Premier tour | Deuxième tour | Deuxième tour |  |
| Candidat    | Candidat                                           | %            | Voix         | %             | Voix          |  |
| ----------- | -------------------------------------------------- | ------------ | ------------ | ------------- | ------------- |  |
|             | Nicolas Dupont-Aignan (DLF)                        | 2,08         | 7            |               |               |  |
|             | Marine Le Pen (FN)                                 | 5,06         | 17           | 15,83         | 44            |  |
|             | Emmanuel Macron (EM)                               | 23,51        | 79           | 84,17         | 234           |  |
|             | Benoît Hamon (PS)                                  | 6,25         | 21           |               |               |  |
|             | Nathalie Arthaud (LO)                              | 0,30         | 1            |               |               |  |
|             | Philippe Poutou (NPA)                              | 1,79         | 6            |               |               |  |
|             | Jacques Cheminade (SP)                             | 0,60         | 2            |               |               |  |
|             | Jean Lassalle (RES)                                | 17,86        | 60           |               |               |  |
|             | Jean-Luc Mélenchon (LFI)                           | 33,04        | 111          |               |               |  |
|             | François Asselineau (Union Populaire Républicaine) | 0,60         | 2            |               |               |  |
|             | François Fillon (LR)                               | 8,93         | 30           |               |               |  |
|             |                                                    |              |              |               |               |  |
| Inscrits    | Inscrits                                           | 413          | 100,00       | 413           | 100,00        |  |
| Abstentions | Abstentions                                        | 68           | 16,46        | 85            | 20,58         |  |
| Votants     | Votants                                            | 345          | 83,54        | 328           | 79,42         |  |
| Blancs      | Blancs                                             | 8            | 2,32         | 31            | 9,45          |  |
| Nuls        | Nuls                                               | 1            | 0,29         | 19            | 5,79          |  |
| Exprimés    | Exprimés                                           | 336          | 97,39        | 278           | 84,76         |  |

### Jumelages
Au 15 février 2012, Accous est jumelée avec :
- Valle de Hecho (Espagne) depuis 1978.

## Population et société

### Démographie
L'évolution du nombre d'habitants est connue à travers les recensements de la population effectués dans la commune depuis 1793. Pour les communes de moins de 10 000 habitants, une enquête de recensement portant sur toute la population est réalisée tous les cinq ans, les populations de référence des années intermédiaires étant quant à elles estimées par interpolation ou extrapolation. Pour la commune, le premier recensement exhaustif entrant dans le cadre du nouveau dispositif a été réalisé en 2008.

En 2022, la commune comptait 465 habitants, en évolution de +0,43 % par rapport à 2016 (Pyrénées-Atlantiques : +3,78 %, France hors Mayotte : +2,11 %).
| 1793  | 1800  | 1806  | 1821  | 1831  | 1836  | 1841  | 1846  | 1851  |
| ----- | ----- | ----- | ----- | ----- | ----- | ----- | ----- | ----- |
| 1 053 | 1 509 | 1 573 | 1 651 | 1 606 | 1 627 | 1 586 | 1 530 | 1 531 |

| 1856  | 1861  | 1866  | 1872  | 1876  | 1881  | 1886  | 1891  | 1896  |
| ----- | ----- | ----- | ----- | ----- | ----- | ----- | ----- | ----- |
| 1 591 | 1 508 | 1 440 | 1 429 | 1 369 | 1 302 | 1 274 | 1 102 | 1 072 |

| 1901  | 1906  | 1911  | 1921  | 1926 | 1931 | 1936 | 1946 | 1954 |
| ----- | ----- | ----- | ----- | ---- | ---- | ---- | ---- | ---- |
| 1 033 | 1 024 | 1 050 | 1 025 | 849  | 888  | 803  | 649  | 612  |

| 1962 | 1968 | 1975 | 1982 | 1990 | 1999 | 2006 | 2008 | 2013 |
| ---- | ---- | ---- | ---- | ---- | ---- | ---- | ---- | ---- |
| 499  | 443  | 440  | 372  | 396  | 434  | 432  | 431  | 450  |

| 2018 | 2022 | - | - | - | - | - | - | - |
| ---- | ---- | - | - | - | - | - | - | - |
| 460  | 465  | - | - | - | - | - | - | - |

### Enseignement
La commune possède une école primaire, l'école du bourg.

### Sports
Accous est un des spots de parapente réputés des Pyrénées.
Deux écoles de parapente sont présentes sur le territoire de la commune : Ascendance et Air'attitude.

### Structures d'accueil
Accous possède aussi des gîtes communaux.

## Économie
L'économie de la commune est essentiellement orientée vers l'agriculture et l'élevage. La fabrication de fromages fermiers est également une des ressources de la commune, qui fait partie de la zone d'appellation de l'ossau-iraty.
L'usine de Toyal (filiale de Toyo aluminium, qui produit des poudres et pigments d'aluminium, des pâtes pelliculantes anti-corrosion), qui se trouve en limite de la commune, procure des revenus à Accous via la taxe professionnelle, faisant d'elle la commune la plus riche de la vallée. Cette activité a créé une centaine d'emplois dans la vallée.
Le classement 2006 de l'Insee, indiquant le revenu fiscal médian par ménage, pour chaque commune de plus de 50 ménages (30 687 communes parmi les 36 681 communes recensées), classe Accous au rang 24 495, pour un revenu de 14 199 €.

## Culture locale et patrimoine

### Lieux et monuments
Accous fait partie du pays d'art et d'histoire des Pyrénées béarnaises.

#### Patrimoine civil
Accous présente un ensemble de maisons et de fermes des XVe, XVIe, XVIIe, XVIIIe et XIXe siècles, ainsi que des maisons fortes des XIIIe et XIVe siècles.
La gare d'Accous sur la ligne Pau-Canfranc est fermée au trafic depuis 1970.
L'écomusée de la vallée d'Aspe est situé dans une ancienne fromagerie. Les techniques de fabrication du fromage de montagne et les traditions culinaires locales y sont mises en valeur.

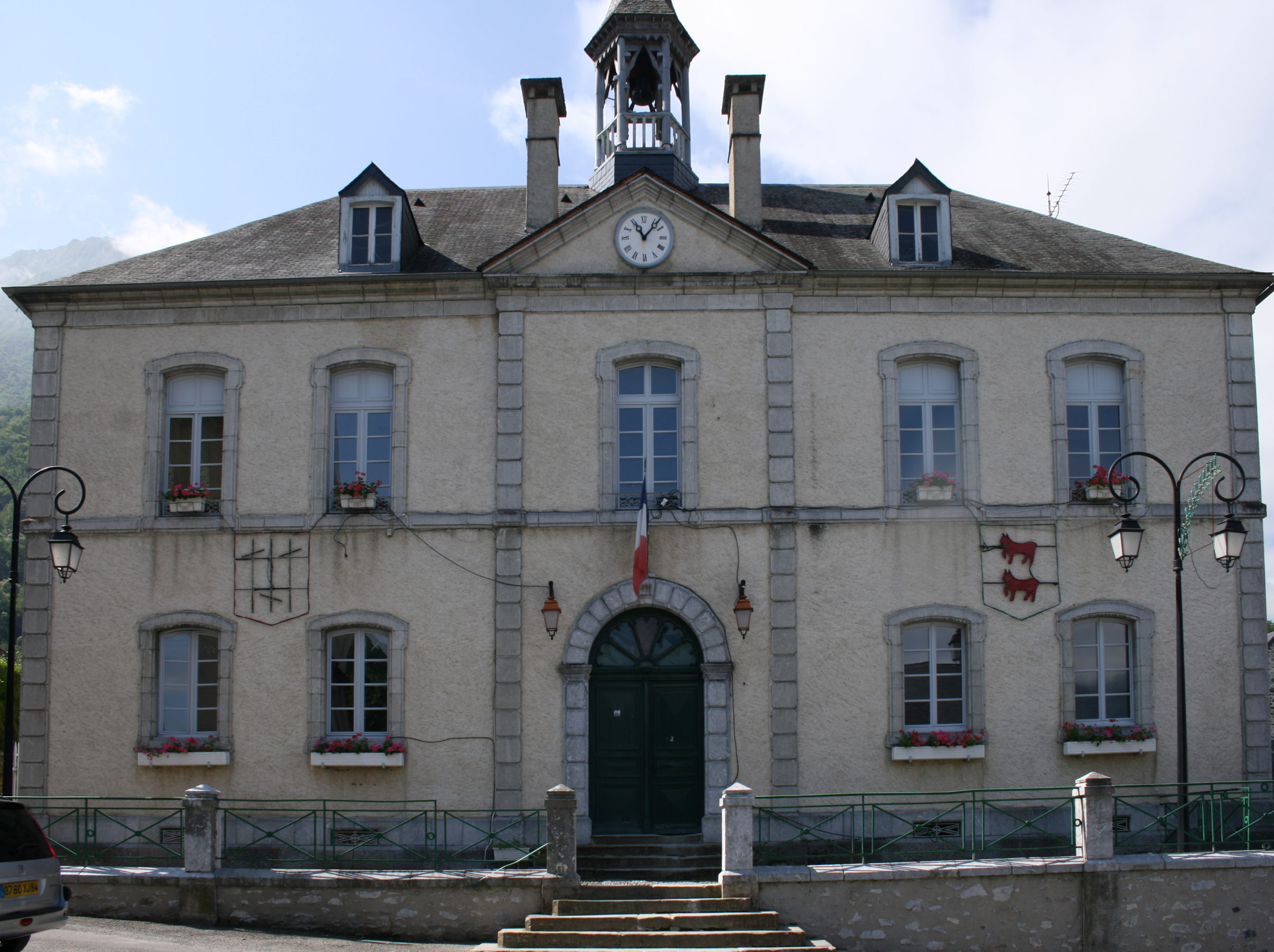
La mairie.
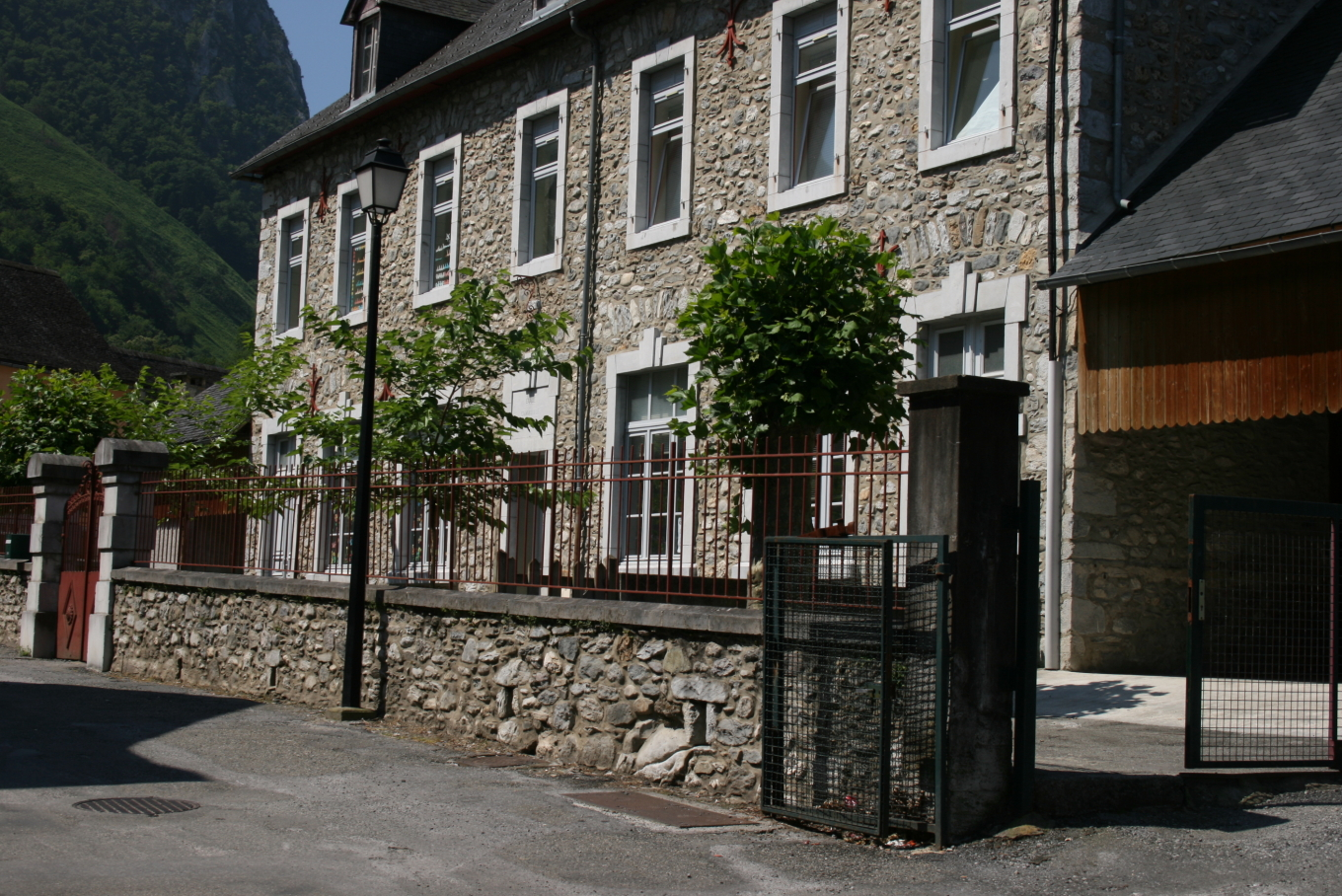
L'école.

#### Patrimoine religieux

##### L'église Saint-Martin
L'édifice est référencé dans la base Mérimée et à l'Inventaire général Région Nouvelle-Aquitaine.

L'église est dédiée à saint Martin de Tours.

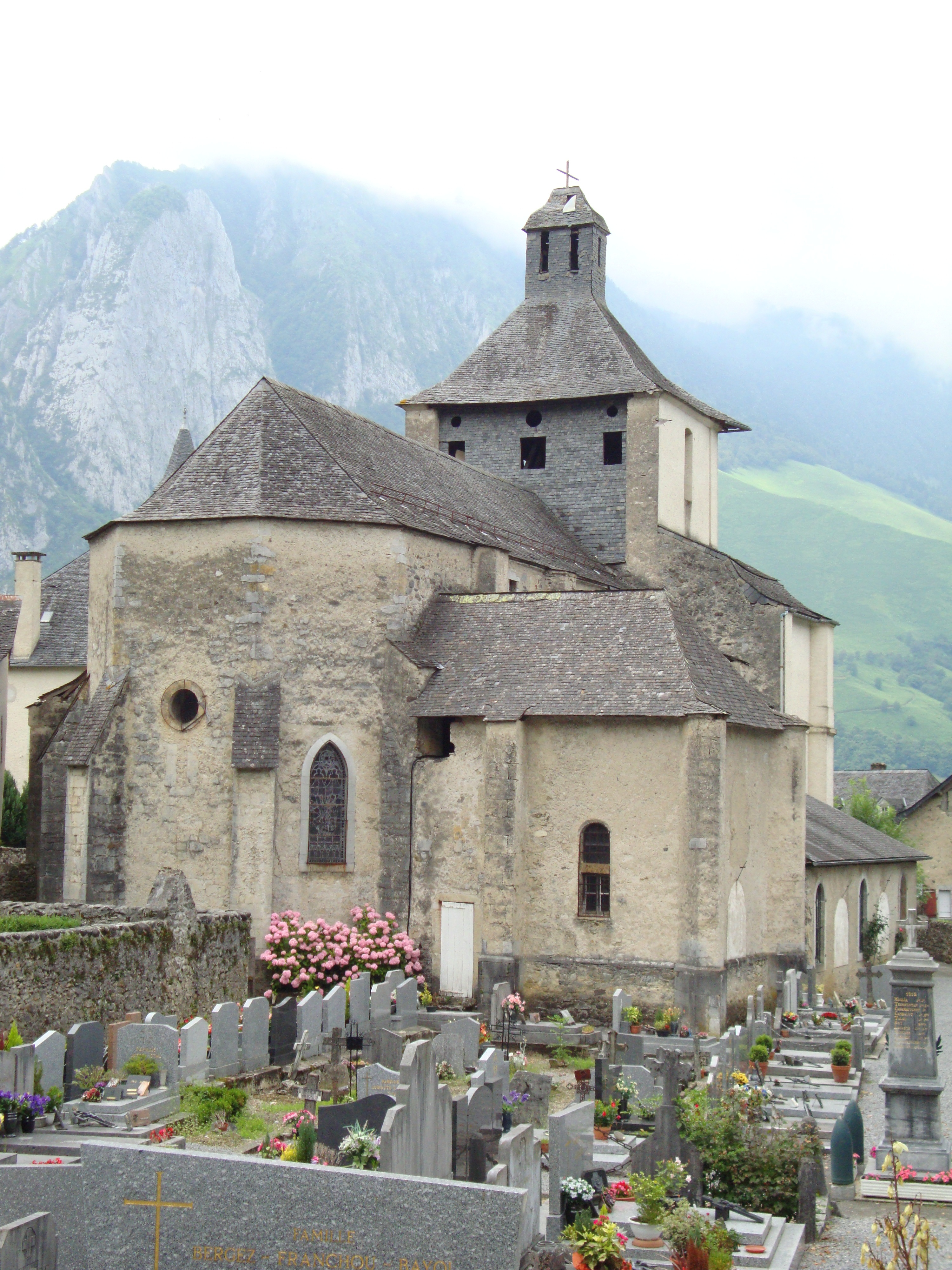
L'église Saint-Martin, vue du cimetière.
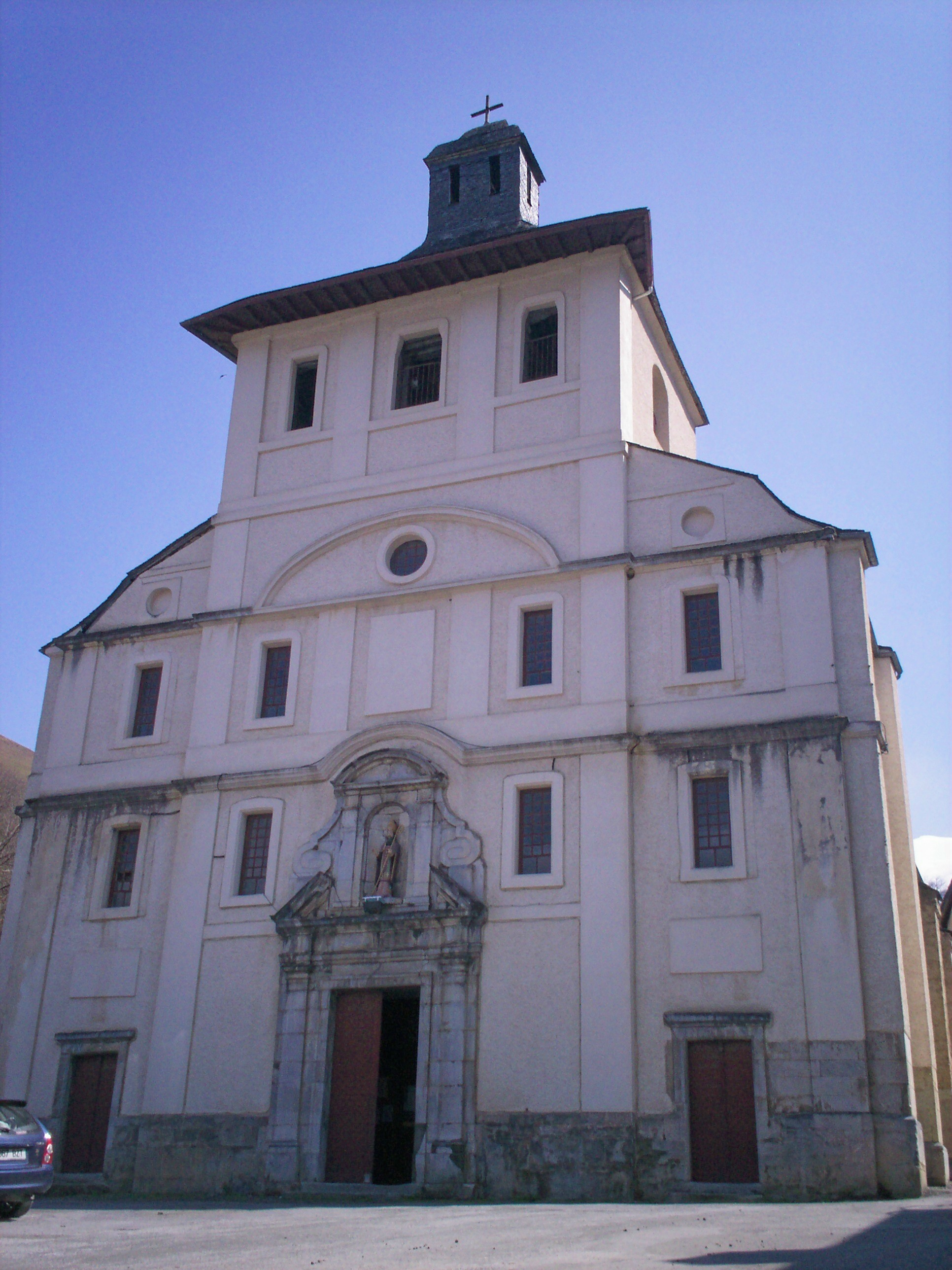
Église Saint-Martin, façade.
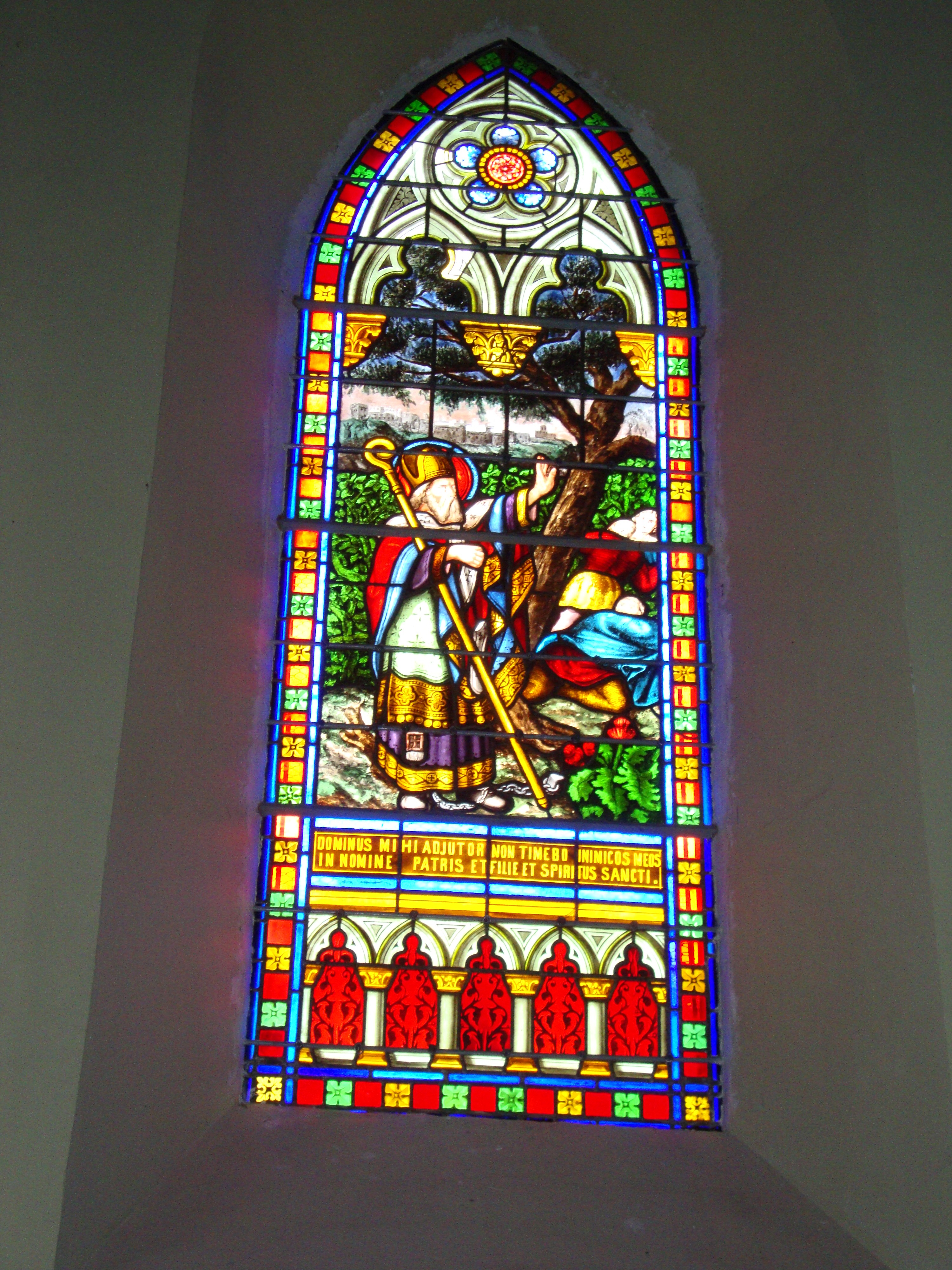
Église Saint-Martin, un des vitraux.
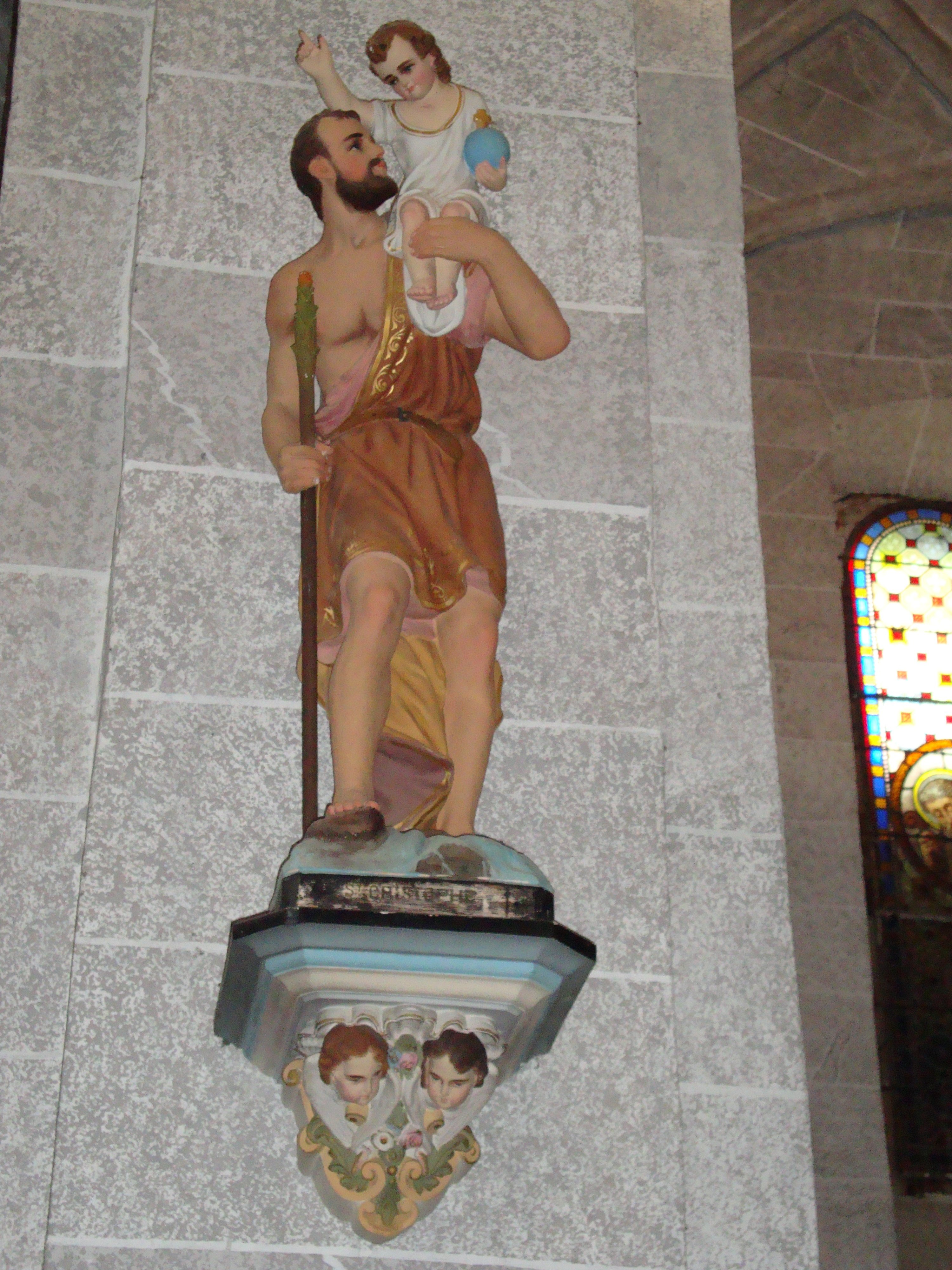
Église Saint-Martin, statue saint Christophe.

L'église Saint-Martin d'Accous date partiellement du XVIIe siècle. Elle recèle quatre chandeliers en bois du XVIIIe siècle ainsi qu'un retable et des statuettes de la même époque, classés au titre d'objets par les monuments historiques.

##### La chapelle Saint-Saturnin
L'édifice a été inscrit au titre des monuments historiques en 1986. De nombreux objets sont référencés dans la base Palissy (voir les notices liées).

La chapelle est dédiée à saint Saturnin de Toulouse.

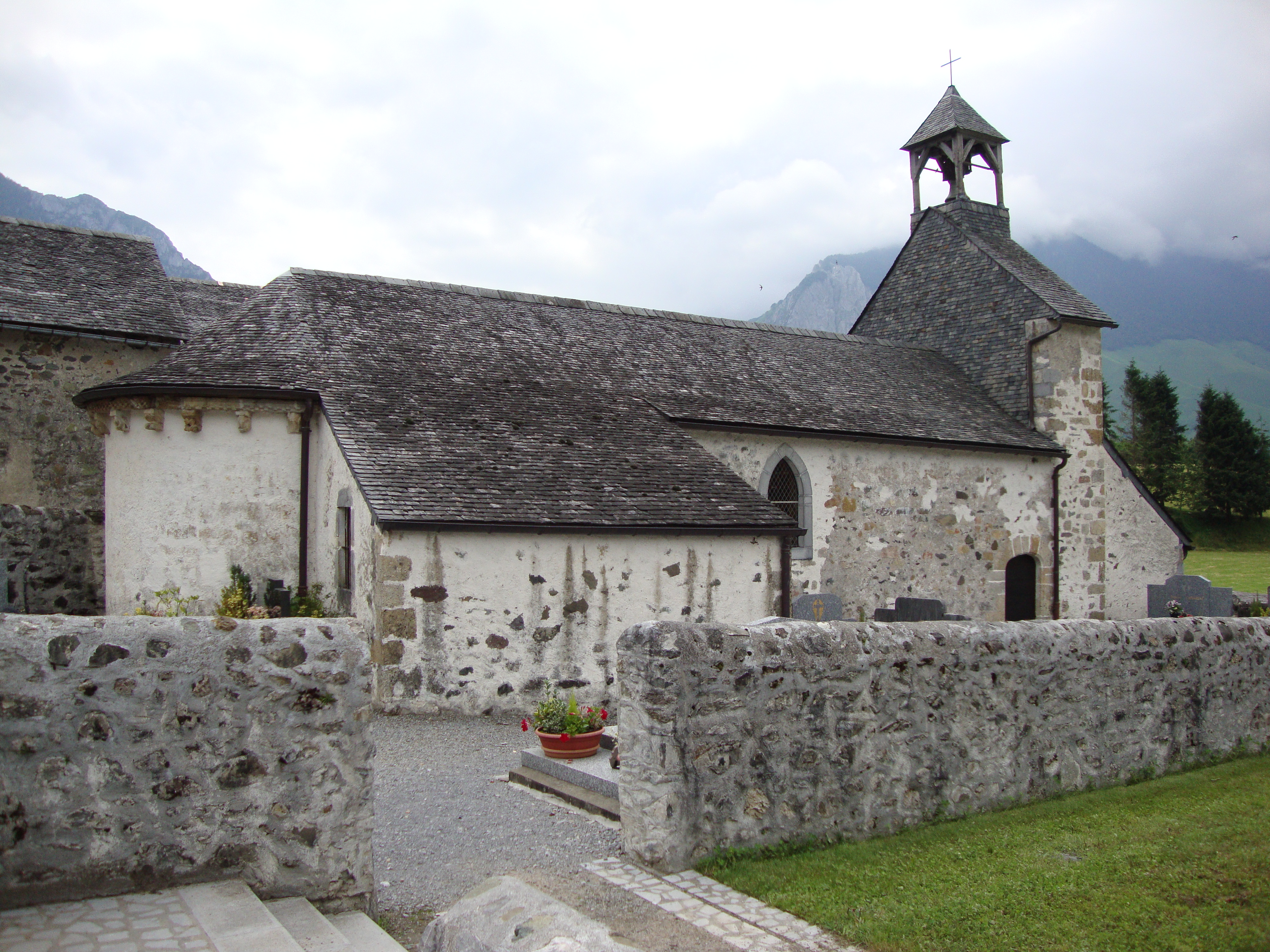
Jouers, chapelle Saint-Saturnin, vue latérale.
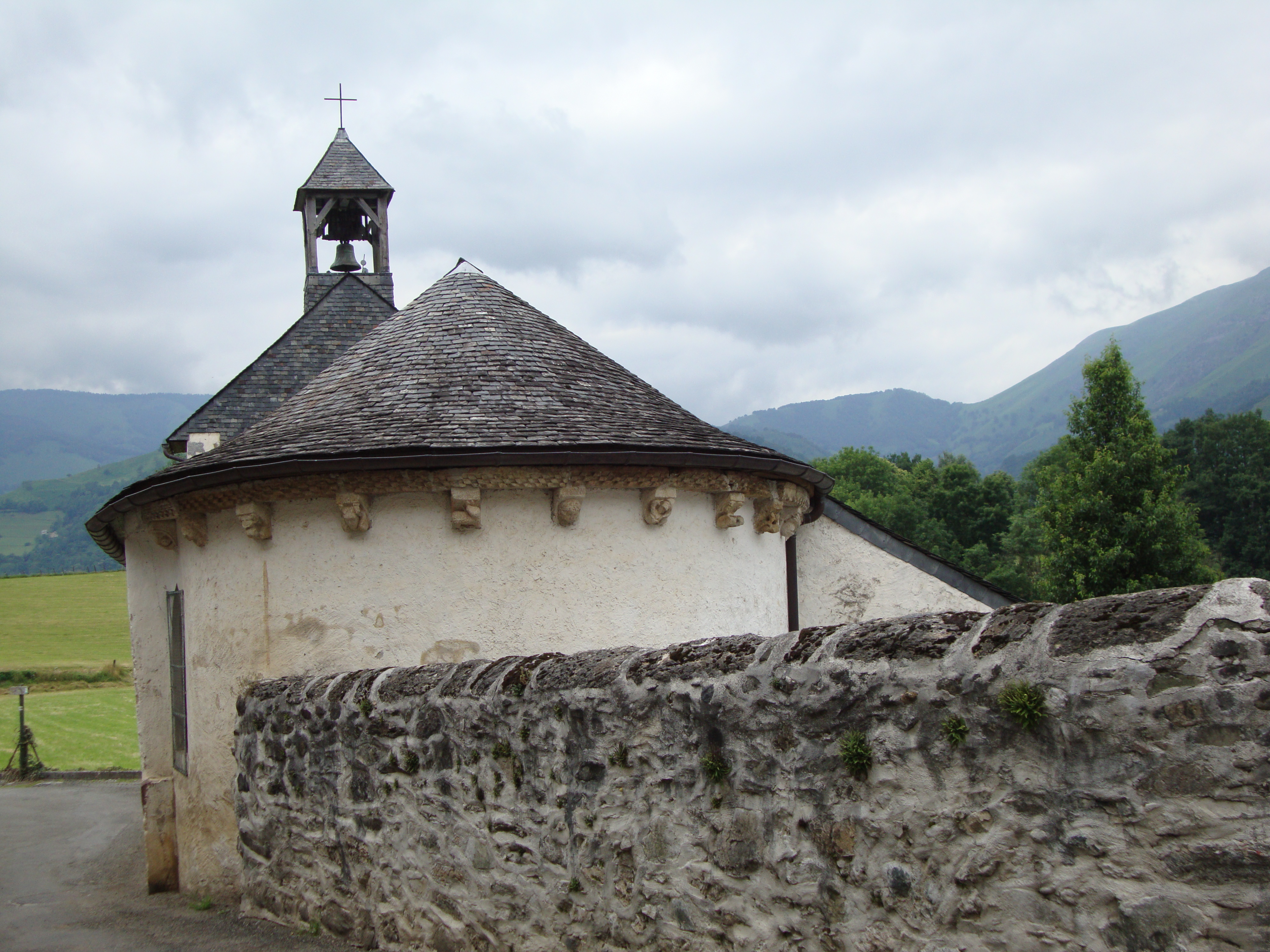
Jouers, chapelle Saint-Saturnin, côté chevet.
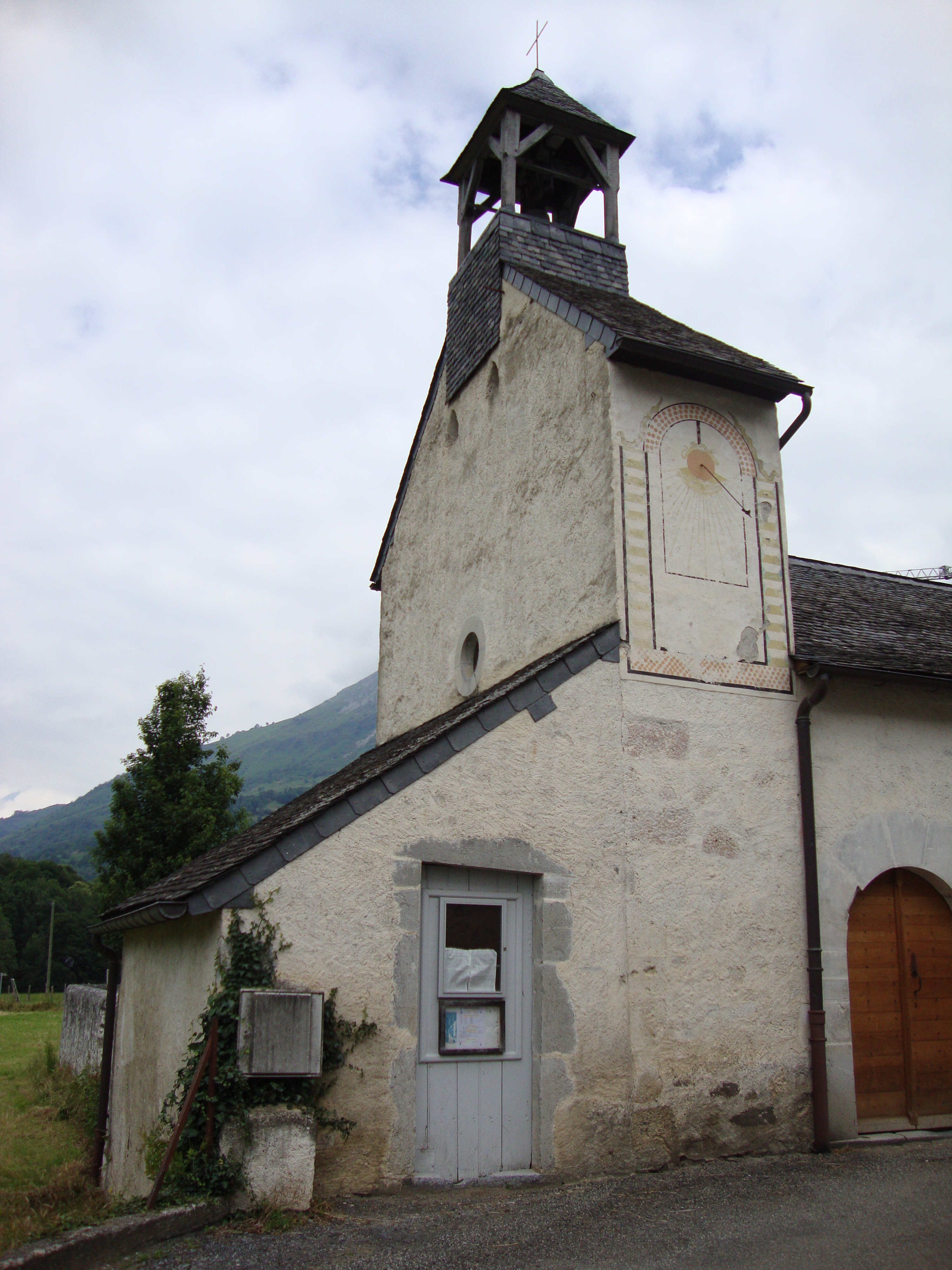
Jouers, chapelle Saint-Saturnin, clocher et cadran solaire.
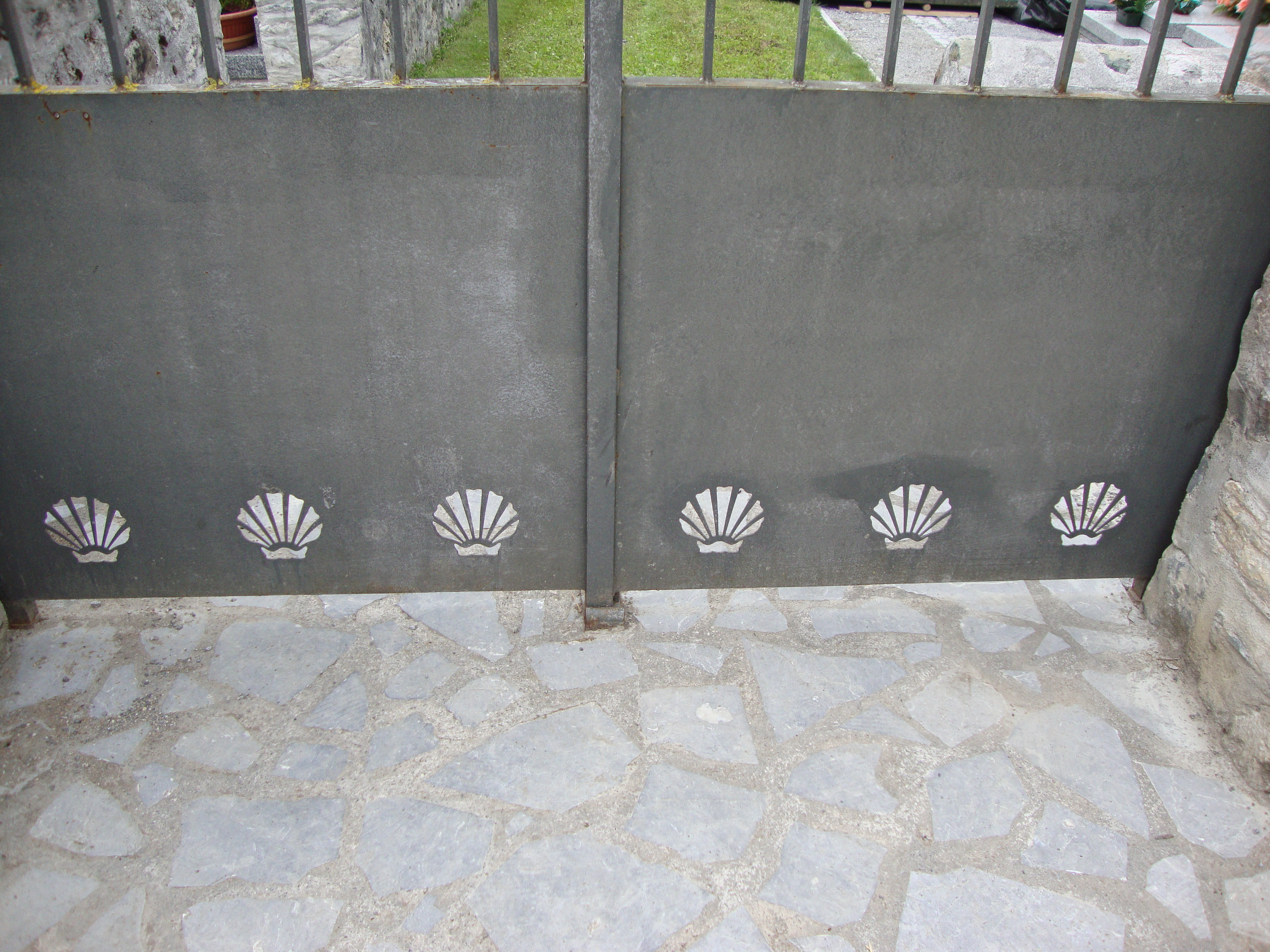
Jouers, porte de cimetière avec coquilles Saint-Jacques.

La chapelle romane Saint-Saturnin (Jouers) date partiellement du XIIe siècle.
- La chapelle Saint-Christau (Aület) fut refaite au XVIIe siècle à proximité de trois fontaines miraculeuses. Seule subsiste la principale, dite de l'est, constituée d'un bassin médiéval en pierre et couvert. S'y baigner permettait d'éloigner les maléfices et de guérir fièvres, sciatiques et épilepsie. Elle a été rénovée.
- La chapelle Saint-Christophe[45] (Aület) fut édifiée à la fin du XVIIIe siècle, puis remaniée à la fin du XIXe siècle, et restaurée au XXe siècle. La chapelle est dédiée à saint Christophe de Lycie.
- La chapelle Saint-Jean-Baptiste[47] (Lhers) date du début du XVIIIe siècle, et fut remaniée au XIXe siècle. La chapelle est dédiée à saint Jean le Baptiste.

Une abbaye de l'ordre des prémontrés est également présente sur Accous.
Accous est une étape sur la via Tolosane, nom latin d'un des quatre chemins de France du pèlerinage de Saint-Jacques-de-Compostelle.

### Personnalités liées à la commune

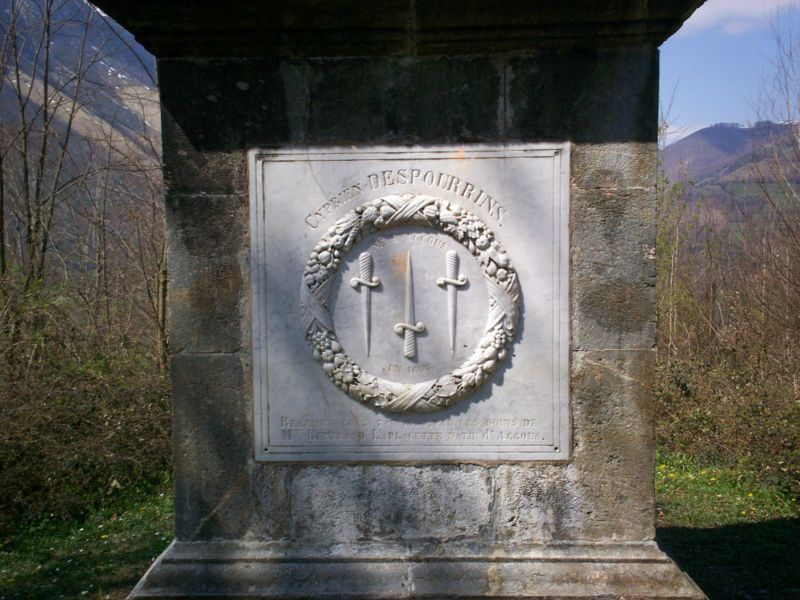
Monument à la gloire de Cyprien Despourrins, arborant les trois épées représentant les armes de sa famille et de son père, vainqueur de trois duels.

#### Nées auXVIIesiècle
- Cyprien Despourrins, né et mort à Accous (1698-1759), est un poète béarnais de langue occitane et l'auteur de chansons célèbres et emblématiques du Béarn.

#### Nées auXVIIIesiècle
- Bernard Lacoarret, (début XVIIIe siècle), originaire d’Accous et avocat au Parlement de Navarre (voir Cardesse).

#### Nées auXIXesiècle
- Henri Lillaz, né en 1881 à Sainte-Colombe-lès-Vienne et décédé en 1949 à Paris, est un homme politique, conseiller général d'Accous de 1919 à 1937 ;
- Bertrand Lacaste (1897/1994), né et mort à Accous, évêque d'Oran de 1946 à 1972.

#### Nées auXXesiècle
- Jean Borde (1921-1977), géographe, a résidé à Accous[92].

### Héraldique
| Blason de Accous | Blason  | De sinople à trois épées d'argent rangées en fasce, celle du milieu haute, celles des flancs basses.                         |
| Blason de Accous | Détails | Inspiré des armes de Cyprien Despourrins, poète béarnais, natif du village. Le statut officiel du blason reste à déterminer. |